# Tina Poitras
Tina Poitras, född 5 oktober 1970, är en friidrottare från Kanada. Hon deltog vid olympiska sommarspelen 1992 och olympiska sommarspelen 1996.